# Minalin
Minalin (Bayan ng Minalin) är en kommun i Filippinerna. Kommunen ligger på ön Luzon, och tillhör provinsen Pampanga. Folkmängden uppgår till 35 150 invånare.
Minalin är indelat i 15 barangayer.